# ثنائي إيثيل ثنائي ثيوكاربامات الصوديوم
ثنائي إيثيل ثنائي ثيوكاربامات الصوديوم مركب كيميائي صيغته C5H10NS2Na، ويوجد على هيئة بلورات بيضاء.